# 조 알라스키
조 알라스키(Joe Alaskey, 조셉 프랜시스 알래스키 3세, 본명: Joseph Francis Alaskey III, 1952년 4월 17일 ~ 2016년 2월 3일)는 미국의 배우, 방송인, 스탠드업 코미디언이다. 1952년 4월 17일 뉴욕주 트로이에서 태어났다. 사망하기 전까지 워너 브라더스 애니메이션의 멜 블랭크의 후계자들 중 한 명이었다.
그는 죽을 때까지 워너브라더스 애니메이션 스튜디오에서 멜 블랭크의 후계자 중 한 명이었다. 그는 제프 버그먼, 그레그 버슨(Greg Burson), 짐 커밍스, 밥 버겐(Bob Bergen), 모리스 라마시 및 빌리 웨스트와 교대로 벅스 버니, 대피 덕, 포키 피그, 실베스터(Sylvester), 트위티, 엘머 퍼드(Elmer Fudd), 요세미티 샘(Yosemite Sam), 포그혼 레그혼(Foghorn LegHorn), 페페 르 퓨(Pepé Le Pew), 화성인 마빈과 같은 워너브라더스 만화 캐릭터의 목소리를 맡았다. 그는 또한 1990년부터 1995년까지 타이니 툰에서 플러키 덕(Plucky Duck)의 목소리를 맡았다. 알라스키는 니켈로디언 만화 러그래츠에서 할아버지 로우 피클스(Lou Pickles)의 목소리를 맡은 두 번째 배우였다(1997년 데이비드 도일의 사망 이후 이어받음). 그는 러그레츠 스핀 오프 시리즈 All Grown Up!에서 다시 로우(Lou)의 목소리를 맡았다.